# Túnel Steinway
El túnel Steinway transporta a los trenes del servicio 7 del metro de la ciudad de Nueva York bajo el East River entre la Calle 42 en Manhattan y la Avenida 51 en Long Island City, Queens, en la Ciudad de Nueva York. Fue originalmente diseñado y construido como un túnel de trolebús interurbano, con estaciones cerca del actual servicio 7 de la Avenida Hunters Point y las estaciones Grand Central–Calle 42. El túnel fue nombrado por William Steinway, un promotor importante relacionado con su construcción, aunque él murió en 1896 antes de que fuese completado.